# ديفيد بدر
ديفيد بدر (بالإنجليزية: David A. Bader)‏ هو مهندس وعالم حاسوب أمريكي، ولد في 4 مايو 1969 في بيت لحم في الولايات المتحدة.